# Technische Zusammenarbeit
Die Technische Zusammenarbeit (auch TZ) ist ein Begriff der öffentlichen Entwicklungszusammenarbeit. Gemäß den Regeln der OECD umfasst sie:
- Zuschüsse an Staatsangehörige von Empfängerländern (Entwicklungsländer), die von allgemeinen oder beruflichen Bildungsmaßnahmen in ihrem Heimatland oder im Ausland profitieren;
- Zahlungen an in den Empfängerländern tätige Berater, Gutachter sowie Lehr- und Verwaltungskräfte (einschließlich der Kosten für die entsprechenden Ausrüstungen).

Eine wichtige deutsche Durchführungsorganisation der technischen Zusammenarbeit ist die Deutsche Gesellschaft für Internationale Zusammenarbeit (GIZ). In speziellen Themen bedient sich die Bundesregierung, vor allem das Bundesministerium für wirtschaftliche Zusammenarbeit BMZ, zudem der Bundesanstalt für Geowissenschaften und Rohstoffe BGR  oder der Physikalisch-Technischen Bundesanstalt. Die GIZ führt einerseits Projekte für die deutsche Regierung durch und vergibt einen Teil dieser Projekte an Consulting-Unternehmen weiter, andererseits verhält sie sich wie ein privates Consulting-Unternehmen und bewirbt sich im Wettbewerb mit diesen um Projekte internationaler Organisationen. Für die Durchführung komplexer Projekte bedienen sich die Geberorganisationen wie EU-Kommission, Weltbank, GIZ oder KfW häufig privater Beratungsunternehmen, die in Deutschland überwiegend im Verband unabhängig beratender Ingenieure und Consultants VUBIC (seit 2009: VBI) organisiert sind.